# Santana, Amapá
Santana är en stad och kommun i norra Brasilien och är den näst största staden i delstaten Amapá. Folkmängden uppgår till cirka 29 144 invånare. Santana ligger vid Amazonfloden, ungefär en mil sydväst om Macapá, delstatens huvudstad. Santana blev en egen kommun 1 januari 1982, från att tidigare tillhört Macapá.

## Administrativ indelning
Kommunen var år 2010 indelad i sex distrikt:
- Anauerapucu
- Igarapé do Lago
- Ilha de Santana
- Piaçacá
- Pirativa
- Santana

Ilha de Santana är en ö i Amazonfloden, strax söder om centrala Santana.